# René Grousset
René Grousset (Aubais, 5 settembre 1885 – Parigi, 12 settembre 1952) è stato uno storico e orientalista francese, membro dell'Académie française.

## Biografia
René Grousset ha studiato all'Università di Montpellier. Fu arruolato durante la prima guerra mondiale, poi divenne professore di storia e geografia all'école des Langues orientales. 
Fu docente all'École des sciences politiques, conservatore al Museo del Louvre, conservatore al Museo Guimet a partire dal 1925, poi direttore, dal 1933, del Museo Cernuschi e curatore delle sue collezioni d'arte dell'Asia. 
Fu segretario del Journal asiatique e membro del Conseil des musées nationaux.
Con Ernest Seillière, Jean Tharaud, Octave Aubry e Robert d'Harcourt è una delle cinque personalità elette, il 14 febbraio 1946, all'Académie française, per colmare i numerosi vuoti  lasciati dal periodo dell'Occupazione;
fu accolto il 30 gennaio 1947 da Henry Bordeaux sotto la presidenza di André Bellessort.
L’Épopée des Croisades e l'Histoire des croisades et du royaume franc de Jérusalem, costantemente ristampati dopo la sua morte, sono ancora tra i libri di riferimento sulle Crociate, sia per la loro ricchezza che per la bellezza classica del loro stile.
(Pierre Aubé, Un croisé contre Saladin, Renaud de Châtillon, p. 82, n. 1.)
Vadim Elisséeff, il  successore nelle funzioni ricoperte da Grousset nel Museo Guimet, su di lui si è così espresso: "egli fu l'ultimo dei grandi classici: quelli per i quali il senso della storia è piuttosto questione di psicologia degli esseri, anziché di sviluppo di esteriori condizioni materiali di esistenza; le sue opere sono pregevoli per intelligenza di vedute, ed elaborate con uno stile chiaro, facilmente leggibile". Le spoglie mortali di René Grousset vennero sepolte nel Cimitero di Montparnasse.

## Opere
- Storia dell'Asia (Histoire de l'Asie, 3 tomi, 1921-1922), traduzione di Renato Arienta, Milano, Garzanti, 1955.
- Histoire de la philosophie orientale. Inde, Chine, Japon, 1923.
- Le Réveil de l'Asie. L'impérialisme britannique et la révolte des peuples, Paris, Plon, 1924.
- Histoire de l'Extrême-Orient, Paris, Geuthner, 1929.
- Sur les traces du Bouddha, tableau du VIIe siècle bouddhique, 1929.
- Les Civilisations de l'Orient (Chine, Inde, Japon), Paris, Cres, 1929-1930.
- S. M. Nâdir Shâh, 1930.
- Les Philosophies indiennes, 1931.
- Histoire des croisades et du royaume franc de Jérusalem, (3 tomi), Plon, 1934-36.
- L'Empire des steppes, Attila, Gengis-Khan, Tamerlan, Paris, Payot, 1939.
- L'epopea delle Crociate (L’Epopée des Croisades, 1939), traduzione di Luciana Cella, Novara, Istituto Geografico De Agostini, 1968.
- L'Empire mongol, E. de Boccard, 1941.
- Storia della Cina (Histoire de la Chine, 1942), Milano, Mondadori, 1946.
- Il Conquistatore del mondo (Le Conquérant du monde. Vie de Gengis-Khan, 1944), traduzione di Elena Sacchini, Collana L'Oceano delle Storie, Milano, Adelphi, 2011, ISBN 978-88-45-92593-1.
- Bilan de l'Histoire, Paris, Plon, 1946. [ed. it: "Bilancio della Storia" - Milano, Bianchi Giovini, s.d. ma anni '50]
- Histoire de l'Arménie des origines à 1071, 1947.
- L'Empire du Levant. Histoire de la Question d'Orient, Payot, 1949.
- Figures de Proue, 1949.
- Storia dell'arte e della civiltà cinese (La Chine et son art, 1951), traduzione di Rossana Rossanda, Milano, Feltrinelli, 1958.
- L'Homme et son histoire, Paris, Plon, 1954.
- La face de l'Asie: données permanentes et facteurs de renouvellement, avec une préface et deux chapitres complémentaires par George Deniker, Paris, Payot, 1955.
- Histoire universelle, sous la direction de R. Grousset et E.G. Léonard, 3 vol., Encyclopédie de la Pléiade, 1957.